# Супханбури
Супханбури (тайск. สุพรรณบุรี) — город в Таиланде, столица одноимённой провинции.

## География
Город находится в 90 км к северо-западу от центра Бангкока на берегах реки Тхачин.

## Население
По состоянию на 2015 год население города составляет 26 001 человек. Плотность населения — 2886 чел/км². Численность женского населения (53,7 %) превышает численность мужского (46,3 %).